# Léo Westermann
Léo Joseph Paul Westermann (Haguenau, 24 de julho de 1992) é um basquetebolista profissional francês que atualmente joga pelo HAKRO Crailsheim na BBL. O atleta possui 2,01m de altura e pesa 90 kg atuando na posição armador.

## Premiações

### Clubes
- Campeão Francês 2014-15 - Limoges
- Campeão Sérvio 2012-13 e 2013-2014 - Partizan

### Seleção Francesa
- Medalha de Prata no Europeu Sub18 - Sarajevo, Bósnia e Herzegovina, 2009
- Medalha de Bronze no Europeu Sub20 - Bilbau, Espanha, 2011
- Medalha de Bronze no EuroBasket 2015 - Lille, França